# ماروین کامپر
ماروین کامپر (انگلیسی: Marvin Compper؛ زادهٔ ۱۴ ژوئن ۱۹۸۵) بازیکن فوتبال اهل فرانسه است.
از باشگاه‌هایی که در آن بازی کرده‌است می‌توان به باشگاه فوتبال هوفنهایم، باشگاه فوتبال لایپزیگ، باشگاه فوتبال بروسیا مونشن‌گلادباخ، باشگاه فوتبال اشتوتگارت، باشگاه فوتبال دویسبورگ، باشگاه فوتبال فیورنتینا، و باشگاه فوتبال سلتیک اشاره کرد.
وی همچنین در تیم‌های ملی فوتبال زیر ۲۰ سال آلمان و آلمان بازی کرده‌است.